# Мартин (птах)
Марти́н (Larus) — найчисленніший рід птахів підродини мартинових (Larinae), що мешкають як на морських просторах, так і на внутрішніх водоймищах. Багато видів вважаються синантропними — вони живуть поблизу людини і отримують від цього вигоду.
Існують припущення про пов'язаність назви птаха з особовим ім'ям Мартин, оскільки є численні приклади перенесення людських імен на назви тварин; аналогічні похідні трапляються і в інших мовах: наприклад, фр. martin-pêcheur («рибалочка»), martinet («серпокрилець»), англ. martin (назва деяких видів ластівок).
У просторіччі є тенденція будь-яких приморських птахів називати «чайками» або «мевами». Однак у біологічній номенклатурі назва «чайка» прив'язана до роду Vanellus.

## Види
- Мартин товстодзьобий (Larus pacificus)
- Мартин перуанський (Larus belcheri)
- Мартин аргентинський (Larus atlanticus)
- Мартин чорнохвостий (Larus crassirostris)
- Мартин червонодзьобий (Larus heermanni)
- Мартин сизий (Larus canus)
- Мартин аляскинський (Larus brachyrhynchus)[12]
- Мартин делаверський (Larus delawarensis)
- Мартин каліфорнійський (Larus californicus)
- Мартин морський (Larus marinus)
- Мартин домініканський (Larus dominicanus)
- Мартин берингійський (Larus glaucescens)
- Мартин західний (Larus occidentalis)
- Мартин мексиканський (Larus livens)
- Мартин полярний (Larus hyperboreus)
- Мартин гренландський (Larus glaucoides)
- Мартин сріблястий (Larus argentatus)
- Мартин американський (Larus smithsonianus)
- Мартин скельний (Larus michahellis)
- Мартин жовтоногий (Larus cachinnans)
- Мартин сибірський (Larus vegae)
- Мартин севанський (Larus armenicus)
- Мартин охотський (Larus schistisagus)
- Мартин чорнокрилий (Larus fuscus)